# San Lorenzo (Suchitepéquez)
San Lorenzo é uma cidade da Guatemala do departamento de Suchitepéquez.